# Abraham van Diepenbeeck
Abraham van Diepenbeeck (9 de maio, 1596 - 1675) foi um erudito e pintor holandês da Escola flamenga. 
Van Diepenbeeck foi batizado em 's-Hertogenbosch. Recebeu uma educação clássica e tornou-se assistente e aluno de Peter Paul Rubens. Ele com assuntos mitológicos e históricos, bem como retratos, e sempre teve muito vigor e excelente habilidade para pintar. Ele foi para em Antuérpia em 1629, e lá fez sucesso com as suas primeiras pinturas de vitrais. É possível citar duas de destaque: uma foi um Works of Mercy - Atos de Misericórdia, uma prática muito comum na Igreja Católica, considerada ato de penitência e caridade, através do qual haveria um possível caminho para a santidade. A outra se deu em uma igreja dos Dominicanos, onde pintou Life of Saint Paul - Vida de São Paulo.
Abraham entrou para a Guilda de São Lucas em 1638 e tornou-se diretor da Academia Real de Belas Artes de Antuérpia. Após uma viagem à Itália, começou a pintar principalmente a óleo e a produzir ilustrações, entre elas, 58 desenhos gravados por Cornelis Bloemaert. Durante o reinado de Carlos I, esteve na Inglaterra onde produziu retratos para William Cavendish, 1.º Duque de Newcastle-upon-Tyne. Morreu aos 79 anos na Antuérpia.